# Meliosma sterrophylla
Meliosma sterrophylla är en tvåhjärtbladig växtart som beskrevs av Merrill. Meliosma sterrophylla ingår i släktet Meliosma och familjen Sabiaceae. Inga underarter finns listade.